# Фултон (Јужна Дакота)
Фултон (енгл. Fulton) град је у америчкој савезној држави Јужна Дакота.

## Демографија
По попису из 2010. године број становника је 91, што је 5 (5,8%) становника више него 2000. године.
| Група             | 2000.       | 2010.       |
| Белци             | 86 (100,0%) | 91 (100,0%) |
| Афроамериканци    | 0 (0,0%)    | 0 (0,0%)    |
| Азијати           | 0 (0,0%)    | 0 (0,0%)    |
| Хиспаноамериканци | 0 (0,0%)    | 0 (0,0%)    |
| Укупно            | 86          | 91          |